# Jean Comaroff
Jean Comaroff (Edimburgo, 22 de julho de 1946) é uma antropóloga, professora de Estudos Africanos e Afro-Americanos e de Antropologia, Oppenheimer Fellow em Estudos Africanos na Universidade de Harvard. Ela é especialista nos efeitos do colonialismo sobre os povos da África Austral. Até 2012, Jean foi o Bernard E. & Ellen C. Sunny Distinguished Service Professor de Antropologia e Ciências Sociais na Universidade de Chicago e Professora Honorária de Antropologia na Universidade da Cidade do Cabo. 

## Vida
Jean Comaroff nasceu em Edimburgo, Escócia, logo após a Segunda Guerra Mundial. Seu pai, um médico judeu sul-africano, ingressou no Corpo Médico do Exército Britânico enquanto estudava no exterior para se especializar em obstetrícia e ginecologia. Sua mãe era convertida ao judaísmo, nascida em uma família alemã luterana que havia emigrado para a África do Sul no final do século XIX. Os pais voltaram para a África do Sul quando ela tinha dez meses de idade, estabelecendo-se na cidade industrial altamente segregada de Port Elizabeth. Enquanto a família apoiava a agitação política local, seu pai manteve um perfil discreto devido ao seu papel na administração de uma clínica local. Sua mãe estava envolvida em trabalhos comunitários, inclusive administrando cozinhas de sopa e escolas noturnas, e trabalhando com a comunidade judaica idosa.
Concluiu seu bacharelado em 1966 da Universidade da Cidade do Cabo e seu Ph.D. em 1974 pela London School of Economics. No final da década de 1960, ela e seu marido, o antropólogo John Comaroff, se mudaram para a Grã-Bretanha para fazer doutorado em antropologia. 
Tanto Jean quanto John Comaroff foram membros do corpo docente da Universidade de Chicago entre 1979 e 2012.

## Realizações
Em colaboração com John Comaroff, bem como por conta própria, Jean Comaroff escreveu extensivamente sobre colonialismo e hegemonia com base no trabalho de campo realizado na África Austral e na Grã-Bretanha.
Um importante livro recente que ela escreveu com John Comaroff é Theory from the South, que, entre outras coisas, aborda "como a Euro-América está evoluindo em direção à África".

## Prêmios
- Prêmio Gordon Laing, melhor livro de um membro do corpo docente publicado pela University of Chicago Press [com John L. Comaroff][4]
- Prêmio Harry J. Kalven, Jr. para o avanço da pesquisa em direito e sociedade.
- Medalha de Ouro Anders Retzius da Sociedade Sueca de Antropologia e Geografia.
- Prêmio de Melhor Edição Especial, Conselho de Editores de Revistas Eruditas por “Capitalismo Milenar e a Cultura do Neoliberalismo”..

## Escritos
- 1991 Of Revelation and Revolution Vol I: Christianity, Colonialism, and Consciousness in South Africa. Chicago: University of Chicago Press.
- 1992 Ethnography and the Historical Imagination. Boulder: Westview Press.
- 1997 Of Revelation and Revolution Vol II: The Dialectics of Modernity on a South African Frontier. Chicago: University of Chicago Press.
- 2000 Millennial Capitalism: First Thoughts on a Second Coming. Public Culture, 12(2): 291–343.
- 2006 Law and Disorder in the Postcolony (eds.) University of Chicago Press.
- 2006 The Portraits of an Ethnographer as a Young Man: The Photography of Isaac Schapera in "Old Botswana."  Anthropology Today. 22(1):10-17.
- 2007 Picturing a Colonial Past: The African Photographs of Isaac Schapera. (eds. w/ D.A. James) University of Chicago Press.
- 2009 Ethnicity, Inc. (Chicago Studies in Practices of Meaning), University Of Chicago Press
- 2009 Dixit: Violencia y ley en la poscolonia: una reflexión sobre las complicidades Norte-Sur, Buenos Aires y Madrid, Katz Barpal Editores, ISBN 978-84-96859-56-2 (En coedición con el Centro de Cultura Contemporánea de Barcelona)
- 2012 Theory from the South: Or, How Euro-America is Evolving Toward Africa (The Radical Imagination). [Paradigm Publishers].

Em português
- Nações com/sem fronteiras. O neoliberalismo e o problema do pertencimento na áfrica – e além.[5]
- Etnografia e imaginação histórica[6]
- O espectro criminal: entre sombras e imagens. Uma entrevista com Jean Comaroff e John Comaroff[7]

## Nota
Este artigo foi inicialmente traduzido do artigo da Wikipédia em inglês, cujo título é «Jean Comaroff».